# Tournoi britannique de rugby à XV 1895
Navigation
Tournoi 1894 Tournoi 1896
Le tournoi britannique de rugby à XV 1895 (du 5 janvier au 16 mars 1895) est remporté par l'Écosse qui obtient à son tour une Triple couronne après l'Irlande.

## Classement
| Rang | Nations        | J | V | N | D | PP | PC | Δ   | Pts |
| ---- | -------------- | - | - | - | - | -- | -- | --- | --- |
| 1    | Écosse         | 3 | 3 | 0 | 0 | 17 | 7  | +10 | 6   |
| 2    | Angleterre     | 3 | 2 | 0 | 1 | 23 | 15 | +8  | 4   |
| 3    | Pays de Galles | 3 | 1 | 0 | 2 | 15 | 22 | -7  | 2   |
| 4    | Irlande (T)    | 3 | 0 | 0 | 3 | 6  | 17 | -11 | 0   |

- Barème des points de classement (Pts) :

2 points pour une victoire, 1 point en cas de match nul, rien pour une défaite.
- Meilleure attaque pour l'Angleterre pourtant deuxième.
- Meilleures défense et différence de points pour l'Écosse victorieuse.

## Résultats
Les matches se jouent le samedi :
| 5 janvier 1895 0St Helen's, Swansea                | 0Pays de Galles | 6 - 14 | Angleterre     |
| 26 janvier 1895 0Raeburn Place, Édimbourg          | 0Écosse         | 5 - 4  | Pays de Galles |
| 2 février 1895 0Lansdowne Road, Dublin             | 0Irlande        | 3 - 6  | Angleterre     |
| 2 mars 1895 0Raeburn Place, Édimbourg              | 0Écosse         | 6 - 0  | Irlande        |
| 9 mars 1895 0Athletic Ground, Richmond upon Thames | Angleterre      | 3 - 6  | Écosse         |
| 16 mars 1895 0Arms Park, Cardiff                   | 0Pays de Galles | 5 - 3  | Irlande        |

## Les feuilles de match

### Pays de Galles - Angleterre
| 5 janvier 1895 | Pays de Galles Capitaine : A Gould | 6 - 14 (3-3) | Angleterre Capitaine : S Woods                                                            | St Helen's, Swansea 19 000 spectateurs Arbitre : J Smith |
| 5 janvier 1895 | Essai(s) : 2 W Elsey, Graham       |              | Essai(s) : 4 G Carey, F Leslie-Jones, W Thomson, S Woods Transformation(s) : 1/4 Mitchell | St Helen's, Swansea 19 000 spectateurs Arbitre : J Smith |
| 5 janvier 1895 |                                    |              |                                                                                           | St Helen's, Swansea 19 000 spectateurs Arbitre : J Smith |

### Écosse - pays de Galles
| 26 janvier 1895 | Écosse Capitaine : W Gibson                    | 5 - 4 | Pays de Galles Caoitaine : A Gould | Raeburn Place, Édimbourg Arbitre : E Holmes Angleterre |
| 26 janvier 1895 | Essai(s) : J Gowan Transformation(s) : H Smith |       | Drop(s) : W Bancroft               | Raeburn Place, Édimbourg Arbitre : E Holmes Angleterre |
| 26 janvier 1895 |                                                |       |                                    | Raeburn Place, Édimbourg Arbitre : E Holmes Angleterre |

### Irlande  - Angleterre
| 2 février 1895 | Irlande Capitaine : J O'Conor | 3 - 6 | Angleterre Capitaine : S Woods | Lansdowne Road, Dublin 9 000 spectateurs Arbitre : D Findlay |
| 2 février 1895 | Essai(s) : Magee              |       | Essai(s) : 2 J Fegan, C Thomas | Lansdowne Road, Dublin 9 000 spectateurs Arbitre : D Findlay |
| 2 février 1895 |                               |       |                                | Lansdowne Road, Dublin 9 000 spectateurs Arbitre : D Findlay |

### Écosse - Irlande
| 2 mars 1895 | Écosse Capitaine : MacMillan | 6 - 0 | Irlande Capitaine : C Rooke | Raeburn Place, Édimbourg Arbitre : H Ashmore |
| 2 mars 1895 | Essai(s) : Welsh, G Campbell |       |                             | Raeburn Place, Édimbourg Arbitre : H Ashmore |
| 2 mars 1895 |                              |       |                             | Raeburn Place, Édimbourg Arbitre : H Ashmore |

### Angleterre - Écosse
| 9 mars 1895 | Angleterre Capitaine : S Woods | 3 - 6 (3-6) | Écosse Capitaine : R MacMillan               | Athletic Ground, Richmond 20 000 spectateurs Arbitre : W Wilkins |
| 9 mars 1895 | Pénalité(s) : J Byrne          |             | Essai(s) : G Nielson Pénalité(s) : G Nielson | Athletic Ground, Richmond 20 000 spectateurs Arbitre : W Wilkins |
| 9 mars 1895 |                                |             |                                              | Athletic Ground, Richmond 20 000 spectateurs Arbitre : W Wilkins |

### Pays de Galles - Irlande
| 16 mars 1895 | Pays de Galles Capitaine : A Gould                | 5 - 3 (5-3) | Irlande Capitaine : E Forrest | Arms Park, Cardiff Arbitre : E Holmes |
| 16 mars 1895 | Essai(s) : Pearson Transformation(s) : W Bancroft |             | Essai(s) : Crean              | Arms Park, Cardiff Arbitre : E Holmes |
| 16 mars 1895 |                                                   |             |                               | Arms Park, Cardiff Arbitre : E Holmes |